# Завод котунів у Кейп-Ламберт
Завод котунів у Кейп-Ламберт — колишній виробничий майданчик на північному заході Австралії.
У 1972-му на мисі Кейп-Ламберт почав роботу термінал для відвантаження залізної руди компанії  Cliffs Robe River Iron Associates (CRRIA), власниками якого на той момент були австралійська Peko Wallsend (35 %), американська Cleveland Cliffs Iron Company (30 %, діяла через Cliffs Western Australian Mining, що в подальшому стала Robe River Mining) та японські споживачі рудної продукції — Mitsui (30 %) та Cape Lambert Iron Associates (5 %, належала Nippon Steel, Sumitomo та все тій же Mitsui). Частину продукції вирішили експортувати у вигляді котунів, для чого спорудили завод річною потужністю 4,3 млн тонн.
Руду доправляли залізницею з розташованої за 196 кілометрів копальні Паннавоніка (Pannawonica), при цьому кожен потяг мав 150 вагонів ємністю по 100 тонн. Вироблені котуни відвантажували на експорт до Японії через причал завдовжки 2,6 км, по якому прямував конвеєр. Необхідну для технологічного процесу вапнякову сировину на першому етапі могла постачати розташована за два десятки кілометрів на захід копальня Клівервіль.
Станом на 1978 рік завантаженість підприємства впала до 3,3 млн тонн, а в 1980-му завод випустив лише 1,1 млн тонн та припинив роботу. Причиною цього стало стрімке зростання цін на нафту, що робило подальшу діяльність нерентабельною (можливо відзначити, що того ж року і з тієї ж причини вивели з експлуатації завод котунів у Дампірі, що знаходився в тому ж регіоні, проте належав іншій компанії).
У 1984-му став до ладу газопровід Дампір-Банбері – Кейп-Ламберт, що викликало сподівання на відновлення діяльності заводу котунів з переведенням його на природний газ, втім, ці плани так ніколи і не були реалізовані.